# Strilić (plemstvo)
Strilić je bunjevačka plemićka obitelj iz Bačke, iz Sombora. Podrijetlom su iz Like. Prezime je prvi put zabilježeno 1551. godine, kada se spominje Vid Strilić, vojnik u Otočcu u Lici.
Bunjevačka obitelj Strilić u Bačkoj spada u treću skupinu bunjevačkog plemstva u Bačkoj. To su obitelji koje su plemstvo zadobile tijekom 1700-tih. Posjede su imali jugozapadno od grada, a trag njihove nazočnosti čuva željeznička postaja u blizini grada.
Starinom su s otoka Paga, gdje se, kao član Velikog vijeća paške komune, 1399. g. spominje Dominik Strilić. U 16. stoljeću prezime se nalazi i na obližnjem kopnu, pa je na popisu uskoka u Brlogu, između Senja i Otočca, 1551. g. zapisan Vid Strilić (Vid Strillitsch). U Bačku su Strilići došli u jednoj od ranijih bunjevačkih seoba, tokom 17. stoljeća (svakako ne prije 1687. godine), a prezime Strilić zapisano je 1682. g. u crkvenim protokolima franjevačkog samostana u Segedinu. Na prijelazu između 17. i 18. stoljeća ovo prezime zapisano je među stanovnicima sela Kunbaje, sjeverno od Bajmaka, gdje je 1700. g. zabilježen Nikola Strilić (Nicola Sztriligy), a kasnije je zabilježen i u susjednom Aljmašu. U Somboru se spominju 1746. godine. Godine 1764. Antun Strilić iz Almaša (danas Bački Aljmaš) zatražio je od somborskog Magistrata da mu se dodijeli građanstvo slobodnog i kraljevskog grada Sombora. U Sombor su tada doselila braća Antun i Petar Strilić, sinovi Marka Strilića, koji su ovdje, a ataru gradske pustare Rančeva, sjeverno od Sombora, kupili velike površine obradive zemlje i livada. 1780-ih je Antun Strilić uz Lazara Bikara, Nikolu Parčetića, Jovana Beljanskog i Vasilija Laloševića, pripadao redu najimućnijih stanovnika Sombora, pa je izabran i za gradskog senatora. Car Leopold II. izdao je u Požunu 18. studenoga 1790. godine plemićko pismo i grbovnicu somborskom senatoru Antunu Striliću i njegovom bratu Petru, Antunovim sinovima Đuri, Tomi (podbilježniku Torontalske županije), Marku, Aleksandru, Antunu i Josipu, i kćerima Juliji, Barbari, Terezi, Ruži i Ivani, kao i Petrovim sinovima Lazaru, Ivanu, Pavlu i Marku, te kćeri Barbari.
Plemstvo su dobili Antun i Petar Strilić 1791. godine, tj. plemstvo je Strilićima u Bačkoj županiji službeno postalo 1791., a u Torontalskoj 1792. godine. Od 1796. do 1800. g. Antun Strilić je bio na dužnosti glavnog suca (gradonačelnika) slobodnog i kraljevskog grada Sombora. Sahranjen je u kripti crkve Presvetog Trojstva. 
Antun je imao sina Đorđa, a Đorđev sin Tobijaš i unuk Stipan bili su, takođe, gradski senatori, politički i nacionalno već sasvim mađarizirani. Tobijaš je bio jedan od istaknutih nositelja ideje mađarske revolucije u Somboru 1848. godine, a Stipan Strilić izabran je u prosincu 1844. g. za prvog predsjednika somborske Mađarske čitaonice (na tom položaju nalazio se i 1853. g.). Godine 1848. g. on je bio somborski gradski kapetan. Jedna plemićka grana Strilića preseljena je početkom 19. stoljeća iz atara pustare Rančevo (gdje su Strilići, nešto izdvojeni od ostalih salaša, predstavljali zasebno mikrosalaško naselje) u atar pustare Gradina. Obitelj Strilić vremenom se razgranala, a njenih potomaka u Somboru ima i danas.
Salaš Strilić u ataru Sombora jedan je od najstarijih sačuvanih salaša na području Vojvodine. Utvrdjen je u jedan od spomenika kulture Republike Srbije 2001. godine.